# Dentigaster tenuiventris
Dentigaster tenuiventris är en stekelart som beskrevs av Herbert Zettel 1990. Dentigaster tenuiventris ingår i släktet Dentigaster och familjen bracksteklar. Inga underarter finns listade i Catalogue of Life.